# SPICE×BOYS
『SPICE×BOYS』は、つくばテレビが制作しエンタ!959で2014年12月から2015年12月まで放送されていたバラエティ番組。
『あいのエチュード』に続くセクシー女優（AV女優）希志あいののレギュラー番組第4弾だが、冠番組ではなくレギュラーも5人になっている。また、従来の30分番組から1時間番組に変更となった。

## 概要
希志あいのの男装キャラクター「キシオ」を中心にした男装ユニット5人組が、ゲストを料理や恋愛コントでおもてなしし、「一番抱かれたい男」を決める（実際は男装だが、設定は男）。
メンバー
キシオ - 冠番組第1弾の『あいの恋文』以降、恒例の男装。
ココ（成瀬心美） - 『あいのエチュード』で共演（『第4回セクシー女優総選挙』では、かすみレディオチーム）
キジー（希島あいり） - 事務所の後輩で、恵比寿マスカッツの一員。『エチュード』で共演
ナナオ（乙葉ななせ）
アン（安藤あいか） - 恵比寿マスカッツの一員。『エチュード』で共演、『第3回セクシー女優総選挙』ではエチュードチーム
4名中3名は共演経験がある。また、#2で登場するカスオは、かすみ果穂の男装キャラである。
高橋慎によると天使もえをメンバーに考えていたが、スケジュールの問題で実現しなかった。
第1回の前に、2014年12月24日（初回放送日）に『SPICE×BOYS　聖なる夜にイケメン天使が舞い降りる!』のタイトルで特番が放送された。最終回（#12）の直前には『SPICE×BOYS最終回~男の子から女の子へ~』が放送。
『凛とジェシカのファイト一発』とは前年（2014年）の『あいのエチュード』時代に番組対抗戦をしており（#45~46。パートナーは初音みのり）、この年（2015年）も「希志あいのリベンジ企画」として、『~ファイト一発』#29、30で再戦した。パートナーは『SPICE×BOYS』のレギュラーではなく、昨年と同じ初音であった。
本作で希志あいののレギュラー番組は終了し、本人も引退している。

## 放送日・ゲスト一覧
（マ）は恵比寿マスカッツ（第1世代）のメンバー（解散時）。
| 回数 | 初回放送日      | ゲスト               | 備考                                               |
| ---- | --------------- | -------------------- | -------------------------------------------------- |
| 特番 | 2014年 12月24日 | 吉沢明歩（マ）       | 「SPICE×BOYS 聖なる夜にイケメン天使が舞い降りる!」 |
| #1   | 2015年 1月18日  | 白石茉莉奈           |                                                    |
| #2   | 2月19日         | かすみ果穂（マ）     | 友情出演、カスオ                                   |
| #3   | 3月22日         | 瑠川リナ（マ）       |                                                    |
| #4   | 4月19日         | （なし）             | お披露目イベント                                   |
| #5   | 5月16日         | 西野翔（マ）         | 壁ドン選手権、翔太郎                               |
| #6   | 6月20日         | 西野翔（未公開分）   | ロケ企画                                           |
| #7   | 7月18日         | 麻美ゆま（マ）       | 屋台料理対決、歌コラボ                             |
| #8   | 8月20日         | （なし）             | 水着ギャル、夏企画                                 |
| #9   | 9月17日         | 紺野ひかる、浜崎真緒 | CDデビューイベント                                 |
| #10  | 10月16日        | 立花はるみ           |                                                    |
| #11  | 11月20日        | 希崎ジェシカ（マ）   |                                                    |
| #12  | 12月18日        | 上原亜衣             |                                                    |
| 特番 | 12月13日        | 上原亜衣             | 「SPICE×BOYS最終回~男の子から女の子へ~」           |